# Chris Eubank (ur. 1966)
Christopher Livingstone Eubanks (ur. 8 sierpnia 1966 w Londynie) – brytyjski pięściarz, były mistrz świata organizacji WBO w wadze super średniej i średniej.

## Kariera
Karierę zawodową rozpoczął w 1985 roku. Pięć lat później wywalczył tytuł zawodowego mistrza świata wagi średniej, nokautując w dziewiątej rundzie Nigela Benna (27-1). Tytułu bronił trzykrotnie, a następnie oddał pas by przejść kategorię wyżej
W swoim debiucie w kategorii super średniej 21 września wywalczył mistrzowski pas WBO, nokautując Michaela Watsona. Mistrzowskiego pasa bronił aż czternaście razy, do porażki w 1995 roku ze Steve’em Collinsem.
Pod koniec kariery raz jeszcze próbował wywalczyć światowy czempionat, ale najpierw przegrał z Joem Calzaghem, a potem dwukrotnie okazał się być gorszy od Carla Thompsona. Karierę zakończył w 1998 roku.